# 新城線
新城線（シンソンせん）は、朝鮮民主主義人民共和国平安南道徳川市にある西徳川駅から新城駅までを結ぶ鉄道路線である。

## 路線データ
- 路線距離：西徳川～新城間4.0km
- 駅数：2（両端駅を含む）
- 軌間：1435mm
- 電化区間：全線（直流3000V）
- 複線区間：なし

## 駅一覧
- 駅所在地は全線平安南道徳川市内。

| 駅名     | 駅名     | 駅名       | 駅間キロ (km) | 累計キロ (km) | 接続路線             |
| 日本語   | 朝鮮語   | 英語       | 駅間キロ (km) | 累計キロ (km) | 接続路線             |
| -------- | -------- | ---------- | ------------- | ------------- | -------------------- |
| 西徳川駅 | 서덕천역 | Sŏdŏkch'ŏn | 0.0           | 0.0           | 北朝鮮鉄道省：西倉線 |
| 新城駅   | 신성역   | Sinsŏng    | 4.0           | 4.0           |                      |

## 参考資料
- 国分隼人（2007年）. 『将軍様の鉄道 北朝鮮鉄道事情』, 新潮社. ISBN 9784103037316